# Rodinopora magnifica
Rodinopora magnifica är en mossdjursart som beskrevs av Taylor och Grischenko 1999. Rodinopora magnifica ingår i släktet Rodinopora, ordningen Cyclostomatida, klassen Stenolaemata, fylumet mossdjur och riket djur. Inga underarter finns listade i Catalogue of Life.